# Libyen ved sommer-OL 2016
Libyen deltog ved Sommer-OL 2016 i Rio de Janeiro som blev arrangeret i perioden 5. august til 21. august 2016. Dette var landets ellevte deltagelse siden deres debut ved sommer-OL 1964 i Tokyo. 

## Medaljer
| 2016 Rio de Janeiro | Guld | Sølv | Bronze | Total |
| Libyen              | 0    | 0    | 0      | 0     |